# Winistorf
Winistorf (toponimo tedesco) è una frazione del comune svizzero di Drei Höfe, nel Canton Soletta (distretto di Wasseramt).

## Storia

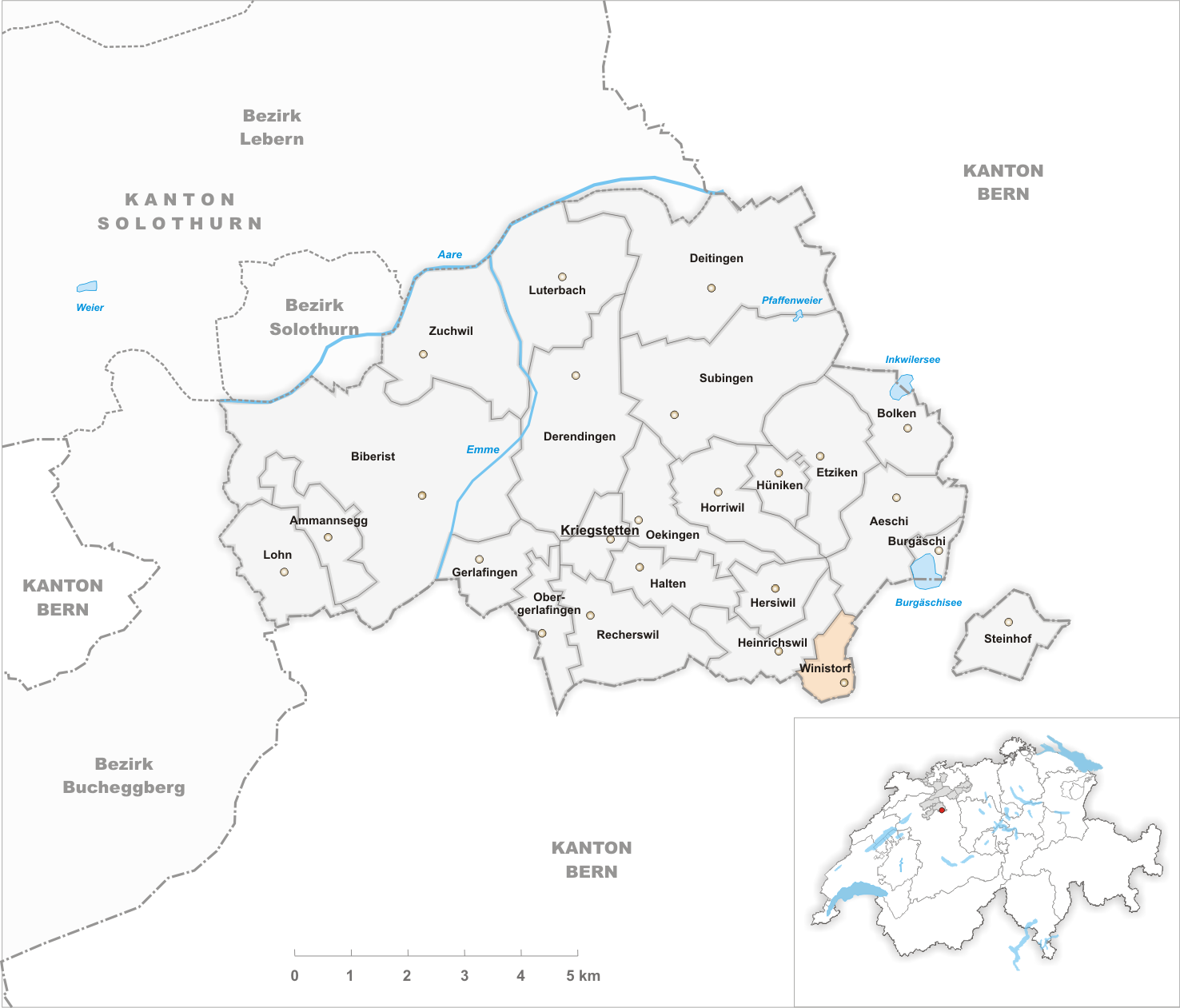
Il territorio del comune di Winistorf prima degli accorpamenti comunali del 1993

Già comune autonomo istituito nel 1854 con la divisione del comune soppresso di Heinrichswil-Hersiwil-Winistorf, il 1º gennaio 1993 è stato accorpato all'altro comune soppresso di Heinrichswil per formare il nuovo comune di Heinrichswil-Winistorf, a sua volta soppresso il 31 dicembre 2012 e aggregato dal 1º gennaio 2013 all'altro comune soppresso di Hersiwil per formare il nuovo comune di Drei Höfe.